# Stig Eek
Stig Bertil Eek, född 23 januari 1932 i Högalids församling, Södermalm i Stockholm, död där 8 augusti 2008, var en ishockeyspelare och författare.
Stig Eek spelade ishockey och fotboll i många klubbar, bland annat var han en av de första utlands"proffsen" i ishockey då han spelade i Tyskland. Han har även spelat i Hammarby och AIK.
Han arbetade under sitt liv socialt bland annat med ungdomar och med grupputveckling inom landstinget. Han har föreläst en hel del och varit mycket aktiv under sitt yrkesverksamma liv.
Efter pensionen ledde han bland annat under många år stadsvandringar på bland annat Långholmen, Reimersholme och vid Hornstull. Dessa var populära och Eek fortsatte ivrigt att ta reda på mer om Södermalm för att hela tiden hålla intresset vid liv både för sig själv och dem som deltog i hans vandringar.
Han fick 1996 motta utmärkelsen Årets söderbo.